# Schwedderbergstraße 31 (Bad Suderode)
Das Haus Schwedderbergstraße 31 war ein denkmalgeschütztes Gebäude im zur Stadt Quedlinburg in Sachsen-Anhalt gehörenden Ortsteil Bad Suderode. 

## Lage
Es befand sich südlich des Ortskerns Bad Suderodes, auf der Nordseite der Schwedderbergstraße. Südlich erhebt sich der Schwedderberg. Im örtlichen Denkmalverzeichnis war das Gebäude als Kurpension eingetragen.

## Architektur und Geschichte

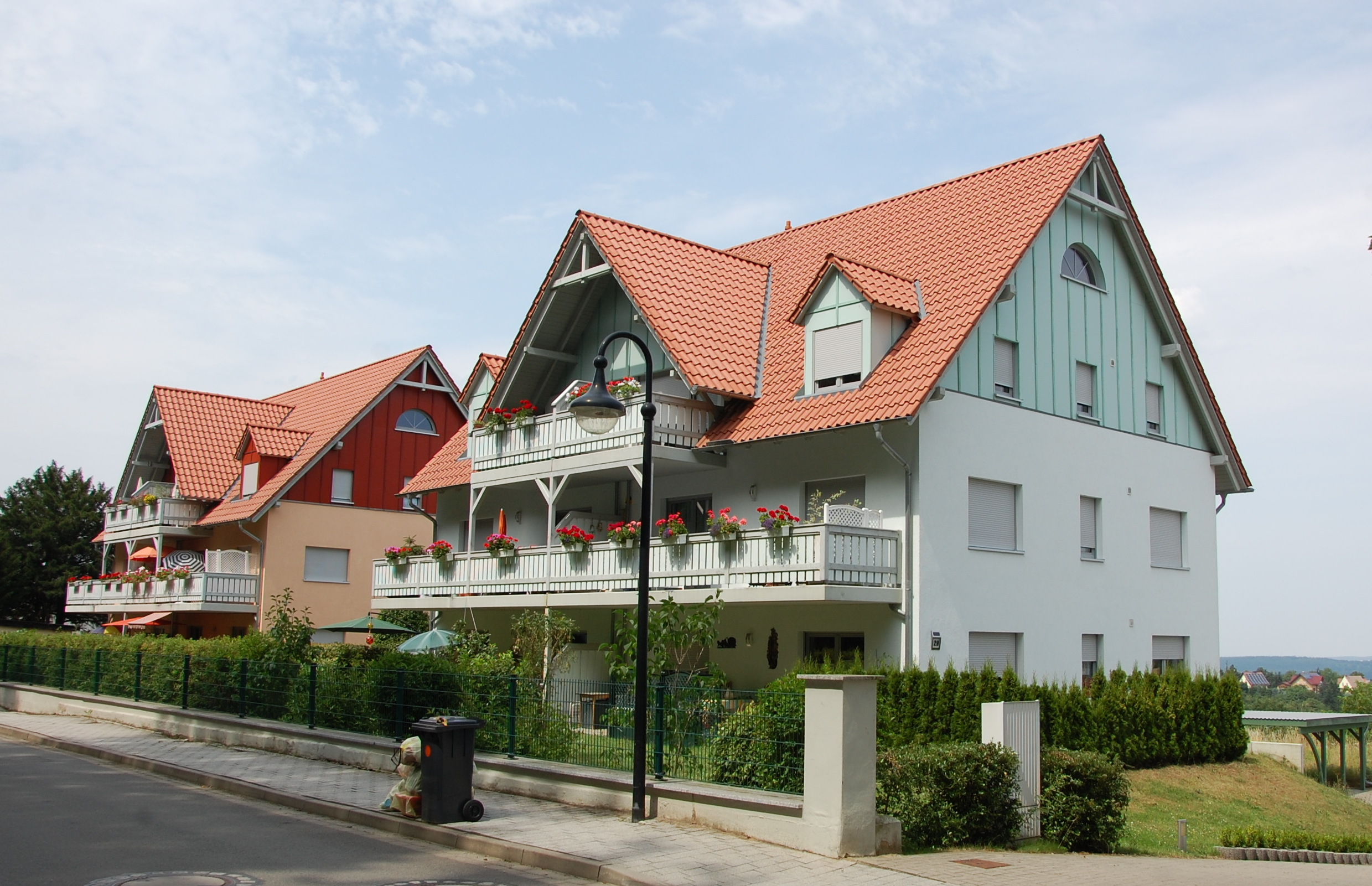
Neubebauung in der Schwedderbergstraße

Das Haus entstand in der Zeit um 1870 im Stil des Spätklassizismus. Der Grundriss war H-förmig angelegt. Der Mittelteil stand traufständig zur Straße, war eingeschossig und fünfachsig. Seitlich hieran waren zueinander symmetrische, giebelständige, jeweils dreiachsige Risalite angefügt, in denen sich jeweils eine seitlich zur Mitte versetzte Eingangstür befand. Die Fassade des breiten Hauses bestand aus einer Holzverschalung.
Im Jahr 2004 wurde das Gebäude abgerissen. Das Grundstück wurde dann mit neuen Wohnhäusern bebaut.